# Waku Waku
Waku Waku, titulat en la seva última etapa com a Jimanji Kanana, va ser un concurs de Televisió espanyola, dirigit per Narciso Ibáñez Serrador. Els drets originals de producció de Waku Waku pertanyen a la productora de televisió japonesa TBS (Tokyo Broadcasting System), qui va llançar el programa per primera vegada en 1983 sota el títol Wakuwaku Dōbutsu Land (わくわく動物ランド; 'Wakuwaku, el país dels animals'). El programa va ser exportat no només a Espanya sinó també a altres països:
- Estats Units: Animal Crack-Ups (ABC, 1987)
- Països Baixos: Waku Waku (KRO, 1987)
- Espanya: Waku Waku (TVE-1, 1989-2001) i Jimanji Kanana (La Primera, 2003)
- Argentina: Waku Waku (Azul TV)
- Xile: Maravillozoo (Canal 13)
- Brasil: TV Animal (SBT)
- Portugal: Arca De Noé (RTP, 1990-1995)

## Mecànica del concurs (versió de Televisió Espanyola)
El programa consistia en l'emissió de vídeos de comportament animal, que eren interromputs perquè un dels quatre concursants - sempre personatges famosos - anticipés quina seria la reacció de l'animal davant la situació que s'havia plantejat i mostrat en les imatges ja exhibides. Qui encertés guanyava un punt. Al final del programa aquell concursant que més punts hagués acumulat rebia una quantitat en metàl·lic que havia de donar a una societat protectora d'animals de la seva elecció.

## Etapes (Televisió Espanyola)
En la versió de Televisió Espanyola, el programa va tenir tres etapes, les dues primeres molt distanciades en el temps i les tres diferenciades per la seva presentadora, encara que no pel contingut ni el format.
El projecte va ser el primer treball d'Ibáñez Serrador en televisió després de l'èxit irresistible de l'època de Un, dos, tres... responda otra vez presentada per Mayra Gómez Kemp que havia conclòs gairebé un any abans. La triada per a presentar l'etapa que es va prolongar entre 1989 i 1991 va ser Consuelo Berlanga en la qual va resultar la seva primera experiència com a presentadora en solitari d'un programa de televisió després del seu pas per l'espai de Jesús Hermida Por la mañana.
Set anys més tard, el 19 de gener de 1998, i després d'haver triomfat de nou amb "Un, dos, tres" així com els espais Hablemos de sexo i El semáforo, Ibáñez Serrador va posar de nou en emissió Waku Waku i en aquest moment, va seleccionar per a conduir el concurs a una jove i llavors desconeguda Nuria Roca, procedent de Canal 9. Va ser el debut en una televisió d'àmbit estatal de qui es convertiria en una de les presentadores més populars durant la següent dècada. Durant uns mesos, des d'octubre de 1998, va estar a més acompanyada en la presentació per la txeca Martina Hegel.
La quota de pantalla mitjana en aquesta etapa va ser de 26%. El programa es va prolongar fins a febrer de 2001, encara que des de gener de 2000, la realitzadora Marisa Paniagua havia substituït a Chicho Ibáñez Serrador en la realització.
L'espai es va cancel·lar a causa de l'augment de preu dels segments documentals d'animals procedents del Japó, que va encarir la producció de forma insostenible per a TVE. Dos anys més tard, i amb el nou títol de Jimanji Kanana, es va estrenar la que seria l'última època del programa, amb la presentació de Rosa García Caro, amb idèntica mecànica que l'original, però amb la novetat de la presència del veterinari Carlos Rodríguez que donaria consells per a la cura de mascotes. Aquesta última versió del programa, també a càrrec d'Ibáñez Serrador, es va emetre al llarg de 2003, fins al 28 de desembre del mateix any, dues setmanes abans de l'estrena d' Un, dos, tres... a leer esta vez.

## Concursants (versió de Televisió Espanyola)
Entre els concursants que van passar pel plató espanyol de Waku Waku, figuren els següents:
- 12 de març de 1989 - Irma Soriano
- 23 d'abril de 1989 - Ágata Lys - Beatriz Santana
- 30 d'abril de 1989 - Esperanza Roy - Manolo Royo
- 14 de maig de 1989 - José Luis Garci - Marta Sánchez - Amparo Soler Leal
- 21 de maig de 1989 - Aurora Claramunt - Alberto Cortez - Olvido Gara - Juanito Navarro
- 28 de maig de 1989 - Arévalo - Analía Gadé - Paloma Hurtado
- 4 de juny de 1989 - Beatriz Carvajal - Ana Diosdado - Carlos Larrañaga
- 11 de juny de 1989 - Bigote Arrocet - Adela Cantalapiedra - Norma Duval - Fernando Jiménez del Oso
- 18 de juny de 1989 - Arturo Fernández - Mayrata O'Wisiedo - Victoria Prego - Emilio Varela
- 25 de juny de 1989 - Licia Calderón - Iñaki Miramón - Jesús Puente - María San Juan
- 2 de juliol de 1989 - Quique Camoiras - María Jesús - Emma Penella - José Vélez
- 9 de juliol de 1989 - Fedra Lorente - Sara Montiel - Joaquín Prat - José Rubio
- 16 de juliol de 1989 - Natalia Dicenta - Paloma Gómez Borrero - Fernando Sánchez Dragó
- 23 de juliol de 1989 - Lydia Bosch - Sancho Gracia - Jesús Hermida - Ana Torroja
- 30 de juliol de 1989 - María Fernanda D'Ocón - Adolfo Marsillach - Miguel de la Quadra-Salcedo
- 13 d'agost de 1989 - Florinda Chico - El Fary - Bárbara Rey
- 20 d'agost de 1989 - Eloy Arenas - Massiel - María Luisa Merlo - Juan Pardo
- 8 d'abril de 1990 - Eugenio - Lolita Flores - Mirta Miller - Pepe Navarro
- 15 d'abril de 1990 - Luis Cobos - Isabel Gemio - Rappel
- 22 d'abril de 1990 - María Jiménez - Constantino Romero - José Sancho - Rosa Valenty
- 6 de maig de 1990 - Tino Casal - Miriam Díaz Aroca
- 13 de maig de 1990 - María Casanova - Paola Dominguín - Luis Figuerola Ferretti
- 20 de maig de 1990 - Paco Clavel - El Gran Wyoming - Loles León - Emma Suárez
- 27 de maig de 1990 - Pablo Lizcano - Ana Obregón - Guillermo Summers
- 3 de juny de 1990 - Luis Aguilé - Enrique del Pozo - María Isbert - Silvia Marsó
- 10 de juny de 1990 - Fernanda Hurtado - Teresa Hurtado - Iñaki Perurena - Matías Prats
- 17 de juny de 1990 - Luis Eduardo Aute - Mary Santpere - Flavia Zarzo
- 24 de juny de 1990 - Ladislao Azcona - María Teresa Campos - José María Cano - Ángeles Caso
- 1 de juliol de 1990 - Teresa Castanedo - Concha Cuetos - Antonio Resines - Julio Sabala
- 8 de juliol de 1990 - Concha García Campoy - Antonio Giménez-Rico - Charo López
- 15 de juliol de 1990 - Rosa Montero - Juan Carlos Naya
- 22 de juliol de 1990 - Mari Carmen García Vela - Maribel Verdú
- 29 de juliol de 1990 - Micky - Mònica Randall - Caco Senante - José Vélez
- 19 d'agost de 1990 - Lola Herrera - Juanjo Menéndez - Valentín Paredes
- 26 d'agost de 1990 - Gemma Cuervo - Luis del Olmo
- 2 de setembre de 1990 - Elsa Baeza - José Mota - Juan Antonio Muñoz - Julia Trujillo
- 9 de setembre de 1990 - Moncho Borrajo - Curro Castillo - Isabel Serrano
- 16 de setembre de 1990 - Javier Basilio - Soledad Mallol - Elena Martín - José Manuel Soto
- 21 de setembre de 1990 - Paloma Lago - Millán Salcedo - Josema Yuste
- 28 de setembre de 1990 - Arévalo - Mónica Gabriel y Galán - Chari Gómez Miranda - Jorge Sanz
- 9 de novembre de 1990 - Blanca Fernández Ochoa - María Kosty - Guillermo Montesinos
- 16 de novembre de 1990 - Chicho Gordillo - Cristina Higueras - María Dolores Pradera - Enrique Simón
- 23 de novembre de 1990 - Francine Gálvez - Javier Molina - Leticia Sabater - David Summers
- 30 de novembre de 1990 - Alfredo Amestoy - Rosario Flores - Julia Otero
- 7 de desembre de 1990 - Joaquín Arozamena - Esther Arroyo - Andoni Ferreño - Cristina Morató
- 14 de desembre de 1990 - Carlos Herrera - Charo Pascual
- 21 de desembre de 1990 - Concha Galán - Nieves Herrero - Luis Varela
- 28 de desembre de 1990 - Simón Cabido - Juanito Navarro - Aitana Sánchez-Gijón
- 18 de gener de 1998 - Fiorella Faltoyano - Antonio Ozores - Emma Ozores - Ramón Sánchez-Ocaña
- 4 d'octubre de 1998 - Anthony Blake - Olvido Gara - Bárbara Rey - Juan y Medio
- 21 de març de 1999 - Jesús Carballo - Guillermo Montesinos - Ana Otero - Paola Santoni
- 30 de gener de 2000 - Inés Ballester - Jorge Juan García - Emilio Gutiérrez Caba - Karmele Marchante
- 18 de febrer de 2001 - Beatriz Carvajal - Loles León - Luis Merlo - Juan y Medio